# Valencia CF (piłka nożna kobiet)
Valencia CF Femenino – hiszpański klub piłki nożnej kobiet, mający siedzibę w mieście Walencja, na wschodzie kraju. Jest sekcją piłki nożnej kobiet w klubie Valencia CF.

## Historia
Chronologia nazw:
- 1998: Deutscher Sportverein Valencia (DSV)
- 200?: C. D. DSV - Colegio Alemán Valencia
- 2007: A. D. Colegio Alemán - Universitat de València
- 2009: Valencia Féminas Club de Fútbol

Klub piłkarski Deutscher Sportverein Valencia został założony w miejscowości Walencja w 1998 roku przez dziewcząt ze szkoły niemieckiej. Najpierw rozgrywała mecze towarzyskie, potem przyjęła nazwę C. D. DSV - Colegio Alemán Valencia. W sezonie 2004/05 startował w Primera Nacional (D2). W sezonie 2006/07 zajął 1.miejsce w grupie 4, zdobywając historyczny awans do Superliga Femenina. Przed rozpoczęciem sezonu 2007/08 zmienił nazwę na A. D. Colegio Alemán - Universitat de València i zajął 12.miejsce w końcowej tabeli. W następnym sezonie 2008/09 uplasował się na 14.pozycji. Latem 2009 klub został zaabsorbowany przez Valencia CF. W sezonie 2009/10 z nazwą Valencia Féminas CF zajął 17.miejsce w lidze. Największy sukces klub osiągnął w sezonie 2016/17 zdobywając brązowe medale mistrzostw.

## Sukcesy

### Trofea międzynarodowe
Nie uczestniczył w rozgrywkach europejskich (stan na 31-05-2018).

### Trofea krajowe
| \| \| Zdobyte trofea w rozgrywkach Hiszpanii (stan na: 31-05-2023) \| |                                                              |      |                |
| Rozgrywki                                                             | Osiągnięcie                                                  | Razy | Sezon(y)       |
| Mistrzostwo                                                           | I miejsce                                                    | 0    |                |
| Mistrzostwo                                                           | II miejsce                                                   | 0    |                |
| Mistrzostwo                                                           | III miejsce                                                  | 1    | 2016/17        |
| Puchar                                                                | zdobywca                                                     | 0    |                |
| Puchar                                                                | finalista                                                    | 1    | 2014/15        |
| II liga                                                               | I miejsce                                                    | 1    | 2006/07 (gr.4) |
| II liga                                                               | II miejsce                                                   | 0    |                |
| II liga                                                               | III miejsce                                                  | 0    |                |
| Hiszpania                                                             | Zdobyte trofea w rozgrywkach Hiszpanii (stan na: 31-05-2023) |      |                |

- XII Memorial Tomás Caballero:
  - zdobywca (1): 2014/15

## Poszczególne sezony

### Rozgrywki międzynarodowe

#### Europejskie puchary
Nie uczestniczył w rozgrywkach europejskich.

### Rozgrywki krajowe
| \| Hiszpania \| Bilans występów klubu w rozgrywkach piłkarskich Hiszpanii (Stan na 31 maja 2023 r.) \| \| |                                                                                     |        |       |   |   |   |    |    |     |            |        |        |      |
| Poziom | Rozgrywki                                                                           | Sezony | Mecze | Z | R | P | B+ | B– | Pkt | Lata       | Awanse | Spadki | Naj. |
| I | Superliga / Primera División / Liga F                                               | 16     |       |   |   |   |    |    |     | od 2007/08 | 0      | 0      | 3    |
| II | Primera Nacional / Segunda División                                                 | 3      |       |   |   |   |    |    |     | 2004–2007  | 1      | 0      | 1    |
| III | Liga Valenciana                                                                     | 0      |       |   |   |   |    |    |     |            | 0      | 0      |      |
| | Puchar Hiszpanii                                                                    | 10     |       |   |   |   |    |    |     | od 2010/11 | 0      | 0      | 2    |
| Hiszpania                                                                                                 | Bilans występów klubu w rozgrywkach piłkarskich Hiszpanii (Stan na 31 maja 2023 r.) |        |       |   |   |   |    |    |     |            |        |        |      |

## Stadion
Klub rozgrywa swoje mecze domowe na stadionie Ciudad Deportiva de Paterna w Walencji, który może pomieścić 3000 widzów.